# Fédération internationale des musiciens
Pour les articles homonymes, voir FIM.
La Fédération internationale des musiciens ou FIM, fondée en 1948, est la fédération mondiale sectorielle (global union federation) représentant les syndicats et les organisations professionnelles de musiciens.
À ce jour, elle compte des membres dans près de 70 pays et trois groupes régionaux en Europe, en Afrique et en Amérique latine.
En France, elle a pour membre le SNAM-CGT, Union nationale des syndicats d'artistes musiciens de France. Elle est membre du Conseil des fédérations sectorielles mondiales (CGU).

## Objectifs
La FIM a pour objet de sauvegarder et développer les intérêts d’ordre économique, social et artistique des musiciens groupés au sein de ses associations membres. Ses objectifs sont notamment les suivants : 
- encourager dans tous les pays l'organisation professionnelle des musiciens ;
- grouper en son sein les organisations de musiciens du monde entier, stimuler et renforcer la coopération internationale ;
- prendre toutes initiatives utiles afin de faire naître des dispositions législatives (ou autres), sur le plan national et international, pour la protection des musiciens ;
- conclure des accords avec d'autres organisations internationales dans l'intérêt des associations membres et dans celui de la profession ;
- apporter son appui moral et matériel aux associations membres lorsque celles-ci se trouvent engagées dans une lutte de défense professionnelle ;
- encourager les efforts visant à assurer que la musique devienne un patrimoine commun à tous les peuples ;
- organiser des conférences et congrès internationaux.

## Fonctionnement
La FIM collabore notamment avec l'Organisation mondiale de la propriété intellectuelle (OMPI), l'Organisation internationale du travail (OIT), l'UNESCO et l'Organisation internationale de la francophonie.
En tant qu’ONG, la FIM est reconnue et consultée par le Conseil de l'Europe, la Commission européenne et le Parlement européen. À ce titre, elle la possibilité de participer aux négociations internationales sur la protection des artistes interprètes et d'y faire entendre la position des musiciens.
La Fédération est aussi membre du Conseil international de la musique (CIM) et collabore avec toutes les organisations nationales et internationales qui représentent les intérêts des travailleurs artistiques. Elle a créé l’Alliance internationale des arts et du spectacle (IAEA) avec la Fédération internationale des acteurs (FIA) et la Fédération UNI des médias et du spectacle (UNI-MEI). IAEA est membre du Conseil des fédérations sectorielles mondiales (CGU).
La FIM entretient des liens étroits avec les sociétés de gestion collective et leurs organisations internationales (AEPO-ARTIS, SCAPR).
Le secrétariat de la FIM est installé à Paris (21 bis, rue Victor-Massé - F75009).
- Président : John Smith (Royaume-Uni), depuis décembre 2004
- Secrétaire général : Benoît Machuel (France), depuis octobre 2002

## Conférence internationale des orchestres (IOC)
La FIM organise tous les trois ans la Conférence internationale des orchestres (IOC), un événement mondial qui s'adresse aux musiciens des orchestres, aux administrateurs et aux chefs d'orchestres de tous les pays. La pandémie de COVID-19 a entraîné le report de la 5e édition de l'IOC, initialement prévue en 2020.
Éditions successives de l'IOC :
- Berlin, 7-9 avril 2008
- Amsterdam, 7-9 mars 2011
- Oslo, 24-26 février 2014
- Montréal, 12-14 mai 2017